# Гнилиці
Гнили́ці — село в Україні, у Скориківській сільській громаді Тернопільського району Тернопільської області.
До села приєднано хутір Дубина. Колишній центр Гнилицької сільської ради. Від вересня 2015 року увійшло до складу Новосільської сільської громади. Розташоване на сході району.
Населення — 779 осіб (2001).
На старих польських картах — «Великі Гнилиці», «Малими» були Гнилички.

## Географія
Через село тече річка Гниличка, ліва притока Самчика.

## Історія
Перша писемна згадка — 1463 року як власність князів Збаразьких. 1474 року село спалили татари.
3 січня 1741 р. віленський воєвода, князь Михайло Сервацій Вишневецький  скаржився на орендаря його маєтку у Гнилицях Олександра Гуровського, що він нещадно гнобить селян.
1802 року Гнилиці — власність А. Сапіги.
Діяли «Просвіта», «Сільський господар», «Союз українок» та інші українські товариства.
Згідно з Словником Географічним Польського Королівства (пол. Słownik geograficzny Królestwa Polskiego i innych krajów słowiańskich, Tom III (Haag – Kępy) z 1882 r.) в селі мешкало 2044 особи, у з них, 1692 — греко-католики, 289 — римокатолики (парафія в с. Токи), решта — євреї. Суд повітовий, нотаріус та пошта були в с. Нове Село.
У 1902 році в Гнилицях збудовано муровану церкву Покрови Пресвятої Богородиці з тесаного каменю. Дерев'яну церкву розібрали і перенесли до села Буглів Лановецького району (церква збереглася).
Колгосп було створено 1940 року, відновив діяльність у 1948 році.
У 1946 році о. Максим Хома разом з парафіянами перейшов у московське православ'я та продовжував відправляти в місцевій церкві.
12 січня 1963 року рішенням виконкому Тернопільської обласної ради церкву в селі Гнилиці закрили і передали під спортзал. Наприкінці 1988 року, за рік до легалізації УГКЦ, церкву в Гнилицях державна влада відкрила і сюди прислали православного священника. Після виходу Української Греко-Католицької Церкви з підпілля у березні 1992 року в селі знову було утворено і зареєстровано греко-католицьку громаду. Лише половина жителів села підтримала повернення до батьківської віри. Через спротив православної громади вірні греко-католики протягом 15 років не могли добитися права на хоча б почергове користування власною церквою Покрови Пресвятої Богородиці. Лише у 2007 році, в Хрестопоклінну Неділю у церкві відправили першу Службу Божу, яку відслужив греко-католицький священник о. Михайло Валійон.
В жовтні 2010 року створено навчально-практичний центр первинної медико-санітарної допомоги. Його відкриття і діяльність відбувається в рамках проекту «Місцевий розвиток, орієнтований на громаду». 
12 червня 2020 року, відповідно до розпорядження Кабінету Міністрів України  № 724-р «Про визначення адміністративних центрів та затвердження територій територіальних громад Тернопільської області», село увійшло до складу Скориківської селищної громади.
19 липня 2020 року в результаті адміністративно-територіальної реформи та ліквідації Підволочиського району, село увійшло до складу новоствореного Тернопільського району.

## Населення
Згідно з переписом УРСР 1989 року чисельність наявного населення села становила 893 особи, з яких 390 чоловіків та 503 жінки.
За переписом населення України 2001 року в селі мешкало 770 осіб. 100 % населення вказало своєю рідною мовою українську мову.

## Релігія
- церква Покрови Пресвятої Богородиці (1902, архітектор Василь Нагірний, ПЦУ та УГКЦ)[9].
- церква християн віри євангельської[10].

## Пам'ятники
Споруджено пам'ятник воїнам-односельцям, полеглим у німецько-радянській війні (1967).

## Соціальна сфера
Діють навчально-виховний комплекс «Гнилицький загальноосвітній навчальний заклад І ступеня — дошкільний навчальний заклад» філія Новосільської загальноосвітньої школи І—ІІІ ступенів імені Мирона Зарицького Скориківської сільської ради Тернопільського району Тернопільської області, Будинок культури, бібліотека, ФАП.

## Відомі люди

### Народилися
- Михайло Сорока (1911—1971) — український націоналіст, член ОУН, провідник Крайової екзекутиви ОУН на західноукраїнських землях (ЗУЗ) (1934—1936), член Крайового Проводу ОУН (1940).
- Іван Федорович — український літератор, громадський діяч.
- Софія Лінчевська (нар. 1973) — українська журналістка, редактор.

### Пов'язані із селом
- Отець-доктор Петро Франц Крип'якевич (1857—1914) — священик УГКЦ, батько вченого Івана Крип'якевича, доктор теології, парох у Гнилицях в 1891—1895 роках.
- Іван Крип'якевич — перебував тут у дитинстві, навчився руської мови від сільських дітей, головно сина диякона Якова Зайця, писати і читати у вчителя, диякона Дмитра Пічута.[11]
- о. Іван Наумович — парох Гнилиць у 1880—1882 роках;
- о. Євген Вітошинський — парох Гнилиць у 1898—1915 роках;
- о. Максим Хома (20 серпня 1883, Кізлів, Австро-Угорщина — 14 серпня 1962, Львів) — греко-католицький священник, парох села Гнилиці у 1933—1962 роках, польовий духівник (капелан), просвітянин. У 1925 році заснував філію товариства «Просвіта» з читальнею у селі Гнилиці. При читальні функціонували мішаний хор і театральний гурток.[12] Отець Максим мав 11 дітей, двоє з яких — Володимир (нар. 1911) та Ярослав (нар. 1912) також стали священниками. Найстарша дочка Ірена (нар. 1910) одружилася з греко-католицьким священником. У 1946 році о. Максим Хома разом з парафіянами перейшов у московське православ'я та продовжував відправляти в місцевій церкві для того, щоб зберегти церкву в селі. Але після смерті Максима Хоми 12 січня 1963 року рішенням виконкому Тернопільської обласної ради церкву в Гнилицях закрили та облаштували там спортзал.

## Галерея

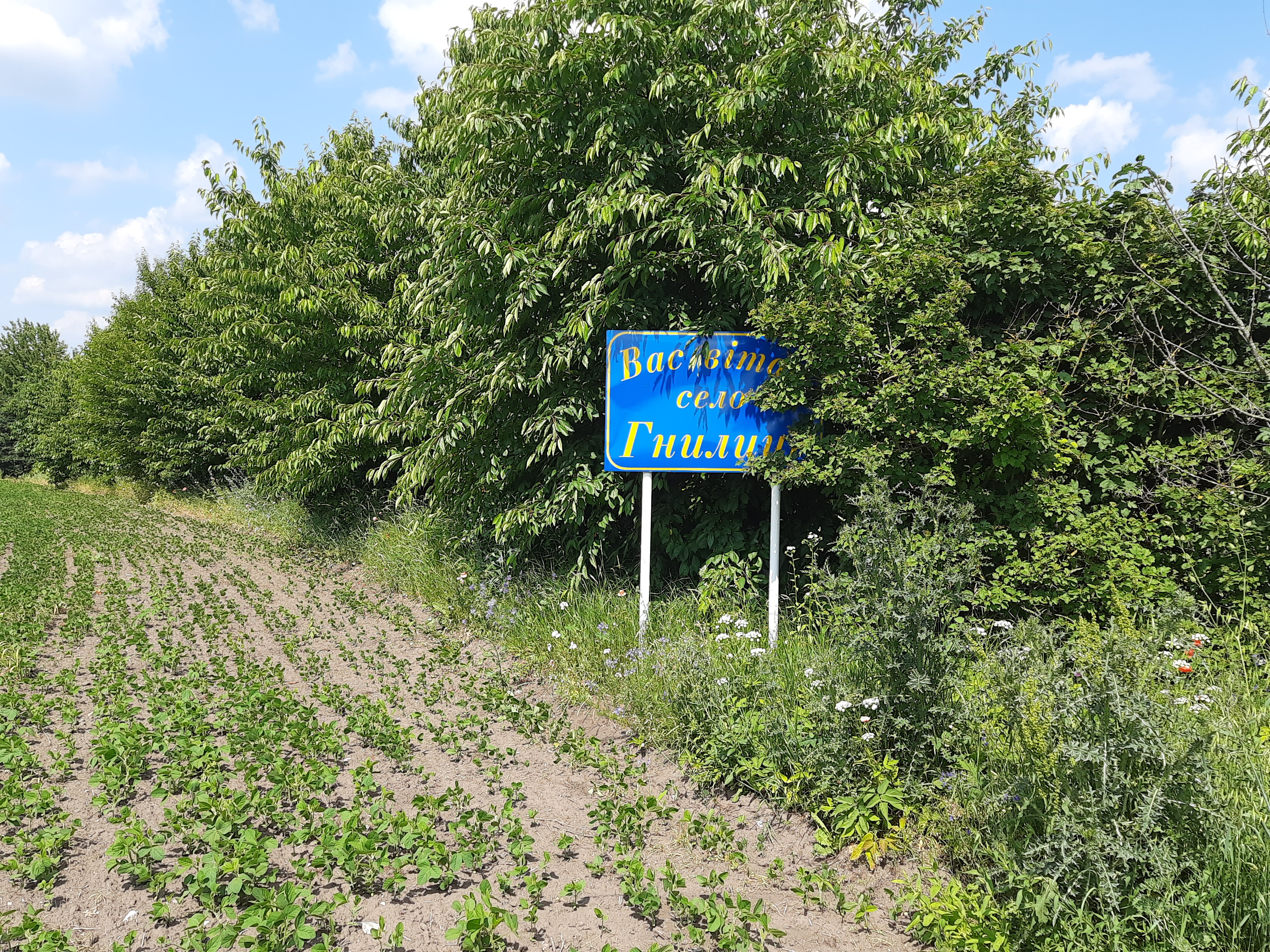
Знак при в'їзді в село
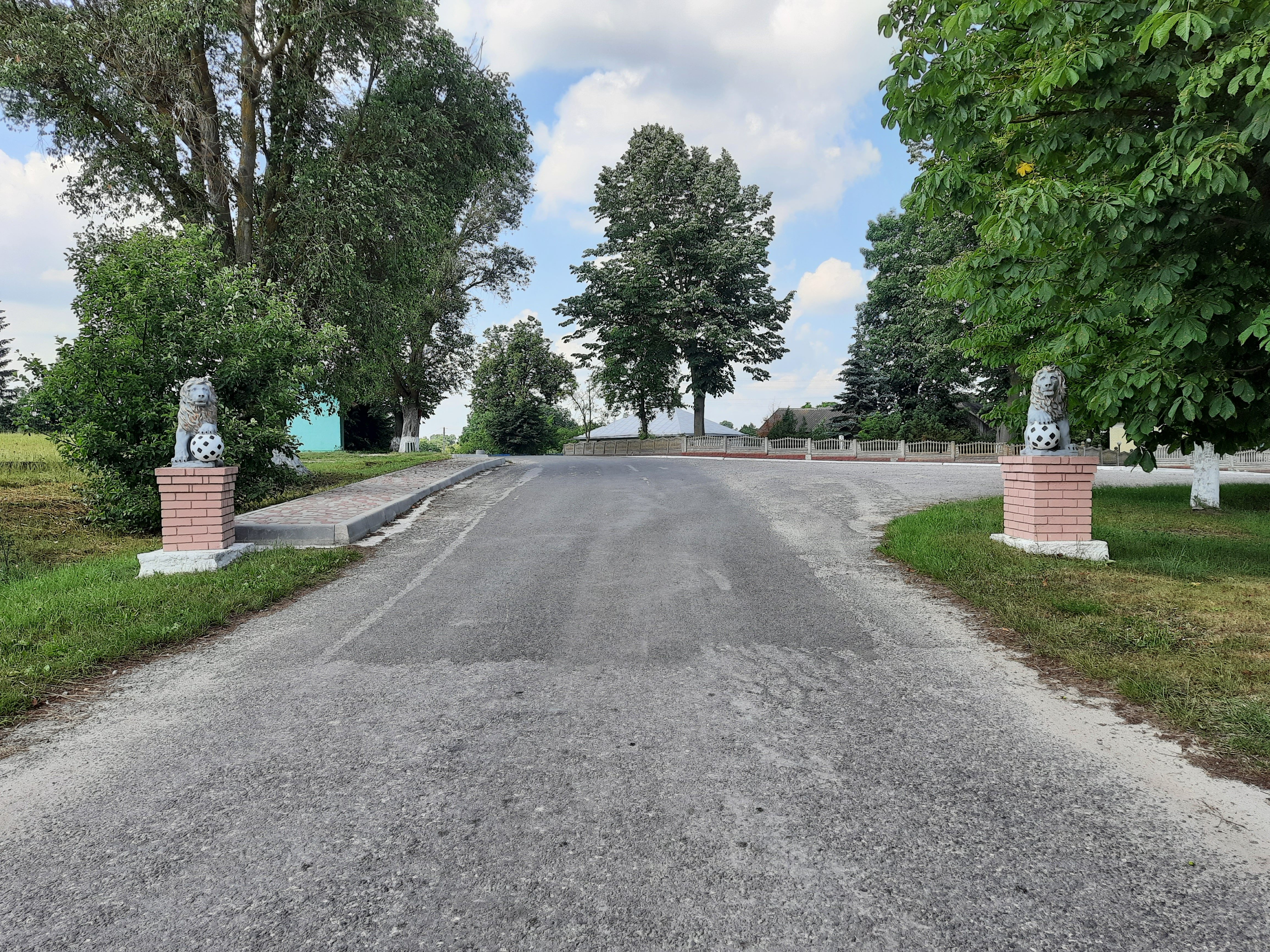
В'їзд у село
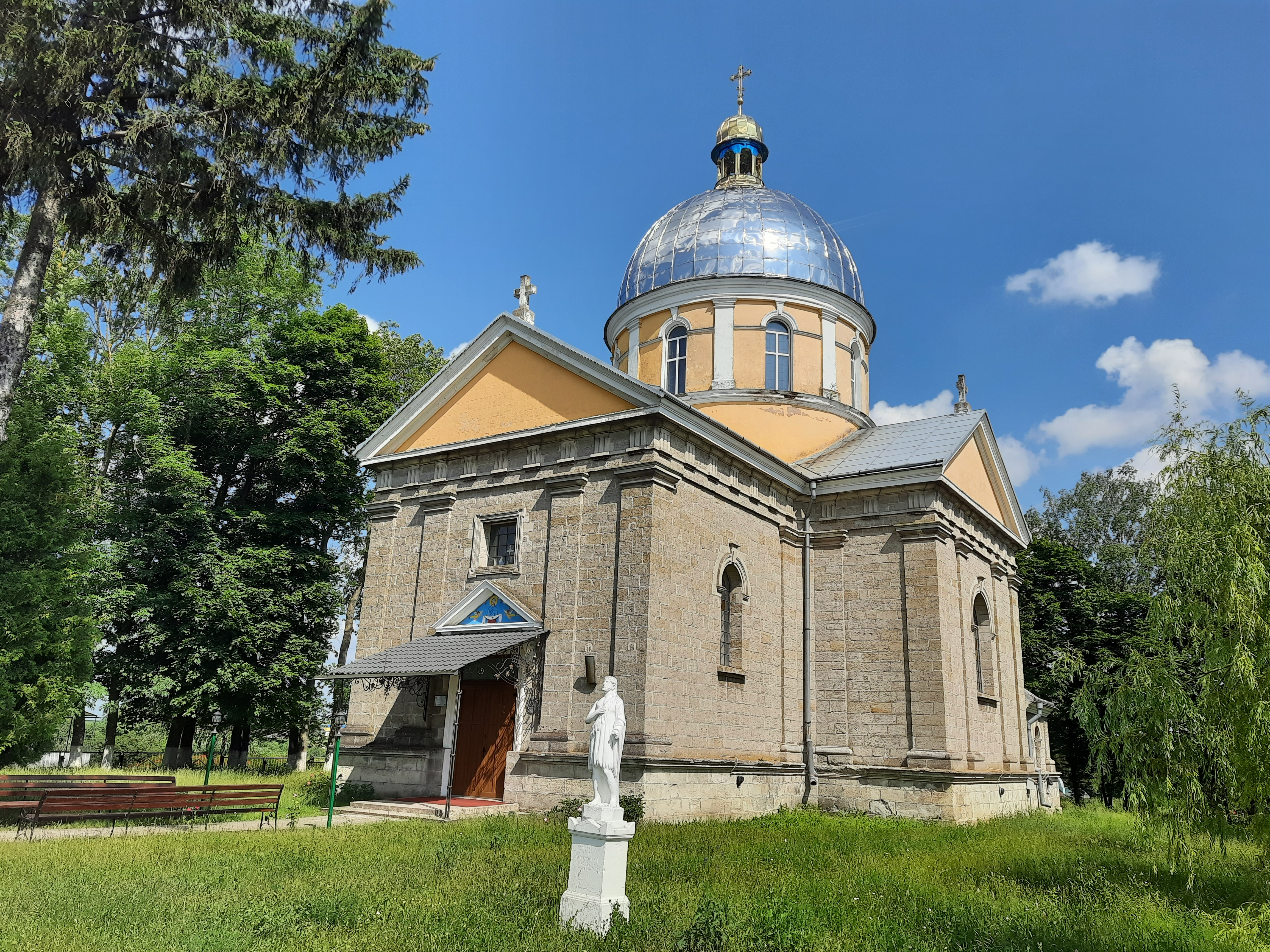
Церква Покрови Пресвятої Богородиці
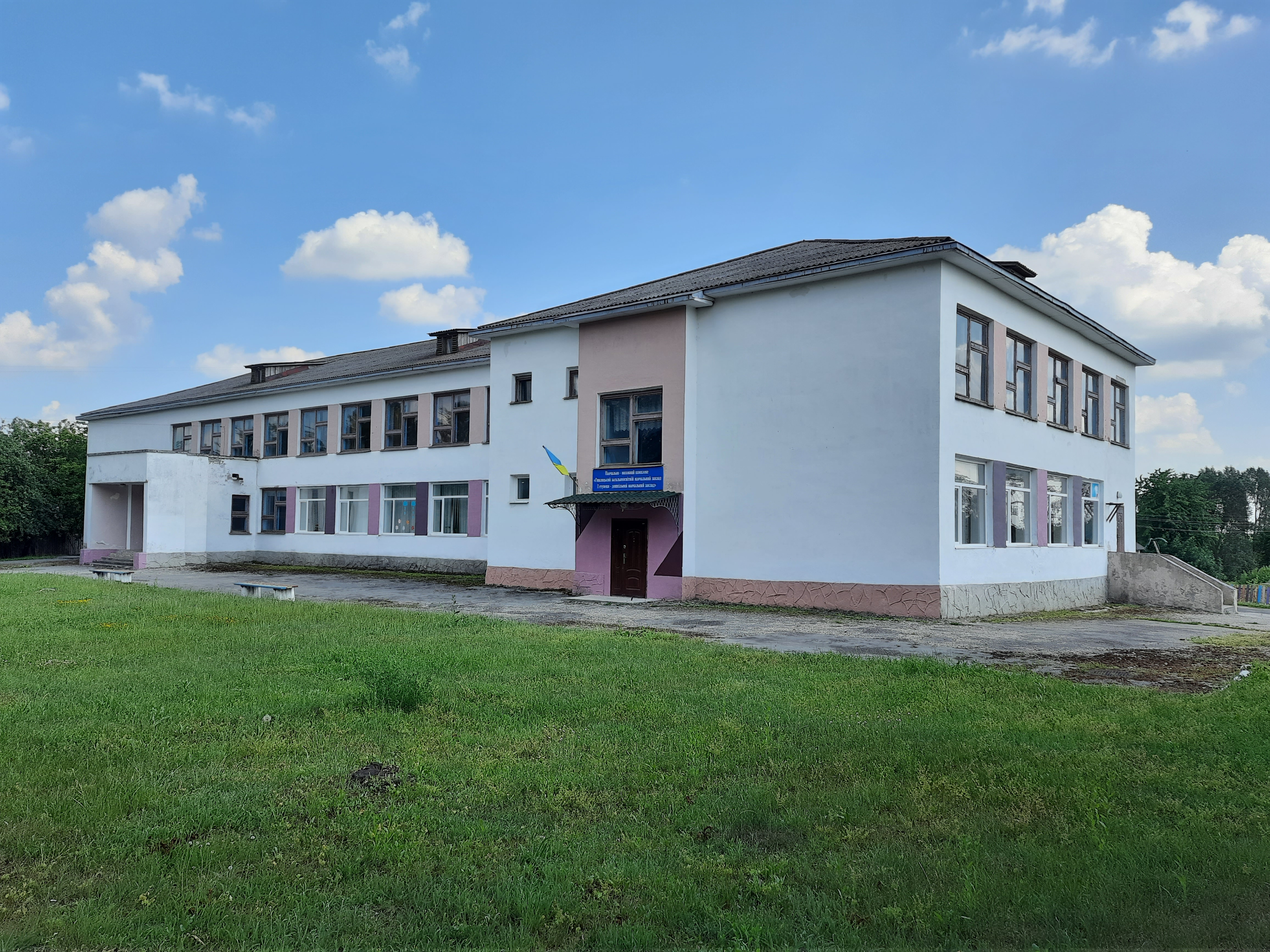
Школа